# 25084 Jutzi
25084 Jutzi este un asteroid din centura principală de asteroizi.

## Descriere
25084 Jutzi este un asteroid din centura principală de asteroizi. A fost descoperit pe 15 septembrie 1998 la Stația Anderson Mesa în cadrul programului LONEOS. Asteroidul prezintă o orbită caracterizată de o semiaxă mare de 2,56 ua, o excentricitate de 0,11 și o înclinație de 14,0° în raport cu ecliptica.